# Horní solopyský rybník
Horní solopyský rybník este o arie protejată (arie specială de conservare — SAC, sit de importanță comunitară — SCI) din Republica Cehă întinsă pe o suprafață de 20,8 ha, integral pe uscat.

## Localizare
Centrul sitului Horní solopyský rybník este situat la coordonatele 49°39′18″N 14°23′33″E / 49.655°N 14.3925°E.

## Înființare
Situl Horní solopyský rybník a fost declarat sit de importanță comunitară în aprilie 2005 pentru a proteja 1 specie de animale. Situl a fost protejat și ca arie specială de conservare în august 2013.

## Biodiversitate
Situată în ecoregiunea continentală, aria protejată nu include niciun habitat protejat.
La baza desemnării sitului se află o specie protejată de  amfibieni: buhai de baltă cu burta roșie (Bombina bombina).